# 54. nordlige breddekreds
Den 54. nordlige breddekreds (eller 54 grader nordlig bredde) er en breddekreds, der ligger 54 grader nord for ækvator. Den løber gennem Europa, Asien, Stillehavet, Nordamerika og Atlanterhavet.